# Traitement hormonal substitutif
Le traitement hormonal substitutif (THS), également connu sous le nom d'hormonothérapie ménopausique, est une forme d'hormonothérapie utilisée pour traiter les symptômes associés à la ménopause.
Il contient un œstrogène et un progestatif. Un progestatif est utilisé, sauf si l’utérus a été retiré, afin de réduire le risque accru de cancer de l'endomètre. Les androgènes, comme la testostérone, sont également parfois utilisés.
Les symptômes de la ménopause incluent les bouffées de chaleur, les sueurs nocturnes, la sécheresse vaginale et les problèmes d’humeur. Le THS est généralement le traitement recommandé pour ces symptômes. Son utilisation à long terme pour prévenir des problèmes de santé, tels que le cancer, les maladies cardiaques ou l'ostéoporose, n'est pas recommandée. Il est conseillé de l’utiliser à court terme et par différentes voies d'administration,.
Les effets secondaires peuvent inclure des problèmes de vésicule biliaire, un accident vasculaire cérébral, une incontinence urinaire et des caillots sanguins. Cependant, aucun changement n’est observé dans le risque global de mauvais résultats ou de décès. Des données provisoires suggèrent que les bénéfices l'emportent sur les inconvénients chez les personnes de moins de 60 ans,,. Son utilisation n’est généralement pas recommandée chez les personnes souffrant de problèmes hépatiques ou de cancer du sein. 
Le traitement hormonal substitutif est utilisé depuis les années 1890. En 2024, les coûts aux États-Unis varient de 10 à 500 USD, selon le type de traitement. L'inclusion de l'œstrogène, l'estradiol, dans liste modèle des médicaments essentiels de l'OMS a été refusée en 2023, bien que des recommandations aient été faites pour envisager davantage son inclusion. Le remplacement hormonal bio-identique a gagné en popularité dans les années 2000, avec des allégations selon lesquelles il serait plus « naturel ». Cependant, les avantages et la sécurité ne sont pas clairs, et son utilisation n'est pas recommandée,,.